# Historjá – Stygn för Sápmi
Historjá – Stygn för Sápmi är en svensk dokumentärfilm från 2022. Den är regisserad av Thomas Jackson och producerad av Mattias Nohrborg och Pelle Nilsson.

## Handling
Textilkonstverket Historjá, skapat av Britta Marakatt-Labba, visades på documenta 14 i Kassel. Detta omfattande broderi porträtterar motiv ur den samiska historien och utgör också den centrala tematiken för Thomas Jackson dokumentär. I filmen utforskas den samiska kulturens historia, präglad av en långvarig kamp mot majoritetsbefolkningen. Denna strid har fokuserat på frågor rörande markägande och traditionell livsstil, samtidigt som den underliggande konflikten handlar om två distinkta perspektiv på människans relation till naturen. I Historjá – Stygn för Sápmí vävs historiska händelser och mytologiska symboler samman för att belysa klimatförändringar som hotar renskötseln och därmed överlevnad av den samiska kulturen.

## Medverkande
Historjá är en poetisk skildring av den samiska konstnärinnan Britta Marakatt-Labba. Hennes konst beskriver den samiska kulturen och om samernas rennäring, som i grunden hotas av den globala klimatkrisen.
- Britta Marakatt-Labba
- John-Isak Labba